# Sunbeam-Talbot
Sunbeam-Talbot Limited fue un fabricante de automóviles británico. Construyó vehículos deportivos de gama alta, réplicas de los coches de competición del Grupo Rootes entre 1935 y 1954. Con el nombre de Clément-Talbot había estado construyendo coches desde 1902. La empresa fue comprada por los hermanos Rootes a comienzos de 1935, siendo reorganizada para fabricar coches del Grupo Rootes también con la marca Talbot. 
En 1938, después de algunos años considerando la posibilidad de lanzar una gama de coches de lujo con la marca Sunbeam, los hermanos Rootes decidieron finalmente adoptar la denominación de Sunbeam-Talbot, que pasó a ser el nombre de los modelos fabricados en North Kensington, así como la designadión de la propia fábrica. 
Después de la Segunda Guerra Mundial, la producción de Sunbeam-Talbot estaba concentrada en Londres, cuando en primavera de 1946 se trasladó a la nueva fábrica de los hermanos Rootes en Ryton-on-Dunsmore. Sus antiguas instalaciones de Warwickshire y las de la Clément-Talbot en North Kensington se convirtieron en un centro de administración y de servicios del Rootes Group.

## Antecedentes

### Clément-Talbot
| Emblemas utilizados por Clément-Talbot: |  |
|                                         |  |
|                                         |  |

Hasta que fue adquirido por Rootes en 1935, este fabricante de North Kensington había construido modelos "purasangre" de gran calidad, las prestigiosas berlinas y limusinas Talbot. Cuando se fundó en 1902, el nombre de la compañía era Clément-Talbot Limited y mantuvo esta denominación hasta 1938, cuando se cambió a Sunbeam-Talbot. Inicialmente fue una empresa independiente cotizada en la Bolsa de Londres, pero fue comprada en 1919 por A Darracq y Co. Más tarde, en 1920, Darracq adquirió el control de la Sunbeam Motor Car Company Limited de Wolverhampton, pero manteniendo las identidades de las marcas por separado. En agosto de 1920, Darracq fue rebautizada como S T D Motors Limited para reconocer el crecimiento conjunto de Sunbeam, Talbot y Darracq bajo la misma propiedad.
A finales de 1934, la S T D Motors se vio obligada a vender la Sunbeam de Wolverhampton (en pérdidas) y la Talbot de North Kensington (todavía rentable) a los hermanos Rootes mediante un acuerdo, de forma que a partir de enero de 1935 pasaron a controlar Clément-Talbot. En el verano de 1935 Rootes Securities anunció también la adquisición de Sunbeam Motor Cars. Los diseños de Sunbeam llevaban tiempo sin actualizar, por lo que se decidió finalizar la producción en Wolverhampton. Durante 1937 Humber Limited, controlada por Rootes, compró Clément-Talbot Limited y Sunbeam Motors Limited, que continuó construyendo autobuses, dentro del grupo Rootes Securities Limited.

### Automóviles Talbot
En 1922, S T D Motors finalmente había eliminado el nombre Darracq de su subsidiaria francesa, Automobiles Talbot France, reemplazándolo por Talbot. Pero continuaron importando coches franceses, que en Gran Bretaña se vendieron con las marcas Darracq-Talbot o Talbot-Darracq, o simplemente Darracq. En esta época, la antigua Clément-Talbot London fue comprada por Rootes. A partir de este momento, los dos fabricantes de nombre Talbot (el británico y el francés) ya no tuvieron ninguna conexión, fabricando vehículos completamente independientes.

### Talbot London
A pesar de que los Talbot se siguieron vendiendo bien, los caros diseños de Talbot London vieron reducida su producción durante 1936, cuando el nuevo propietario, el Grupo Rootes, decidió ir incorporando cada vez más y más piezas de origen Humber, intentando ampliar su mercado con diseños más baratos y sencillos. A finales de 1935, capitalizando la alta reputación de la marca Talbot, la fábrica de Clément-Talbot en North Kensington realizó versiones de semilujo de los modelos Hillman y Humber de Rootes con la marca Talbot. Georges Roesch, ingeniero jefe de Talbot, fue el encargado de rediseñar una versión mejorada del Hillman Aero Minx para la Feria del Motor de octubre de 1935, denominado Talbot Ten.

## Sunbeam-Talbot

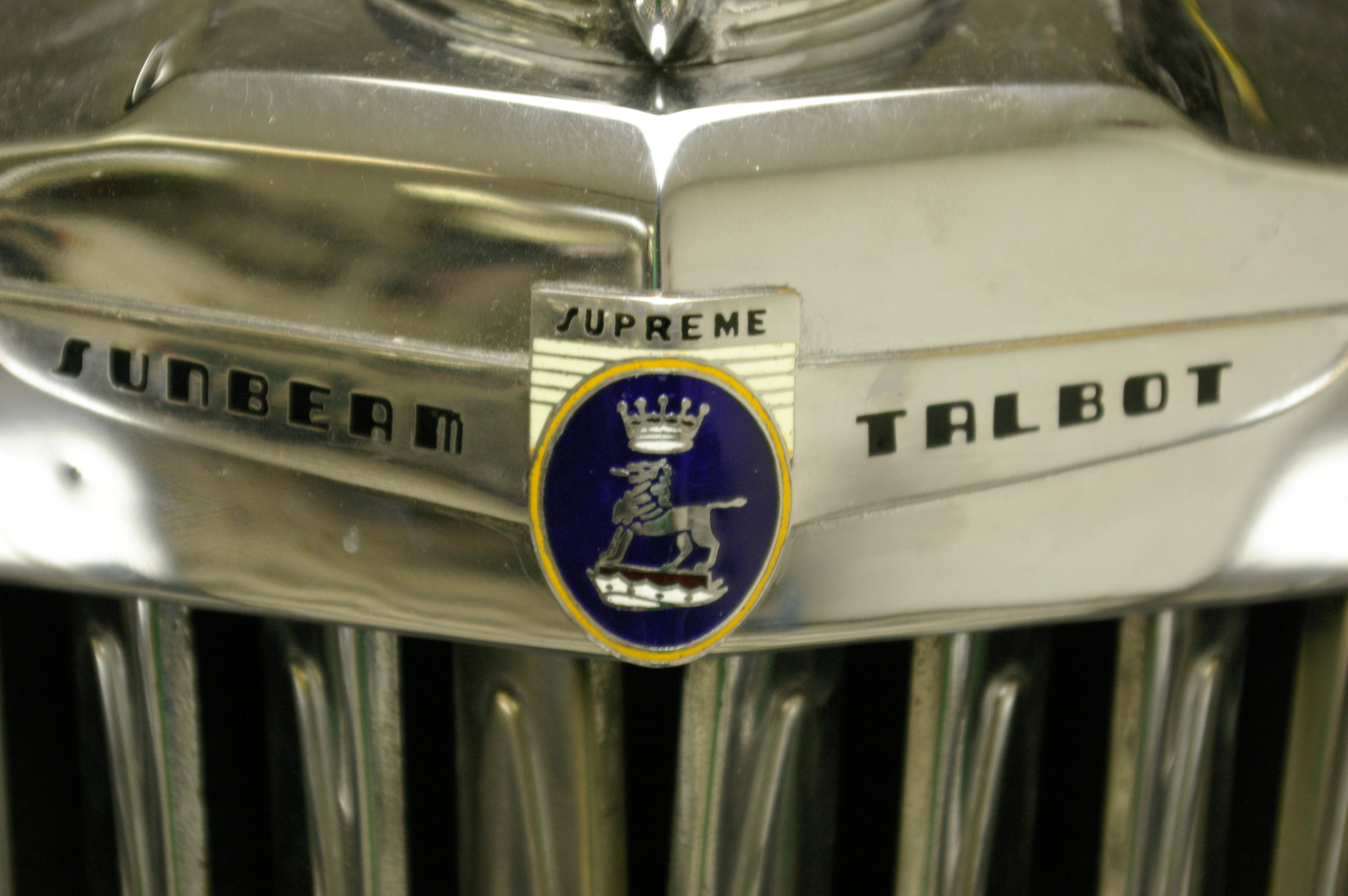
Radiador cromado con la marca Sunbeam-Talbot

A pesar de que la intención inicial había sido mantener la marca Sunbeam para una gama de coches grandes y caros, casi cuatro años después de que Rootes la comprase, se anunció que Sunbeam Motors y Clément-Talbot se fusionarían bajo la Clément-Talbot Limited, desde entonces rebautizada como Sunbeam-Talbot Limited, que continuaría produciendo coches de buena calidad a precios razonables.
Hasta la Segunda Guerra Mundial, los coches Sunbeam-Talbot se diseñaron bajo las premisas establecidas por Clément-Talbot en North Kensington, Londres, con su maquinaria cada vez más obsoleta. En estos talleres se repararon motores de aviación durante la guerra, y aunque la producción de los modelos anteriores a la guerra se mantuvo en Londres, en la primavera de 1946 Sunbeam-Talbot trasladó la producción a la nueva fábrica de Rootes en Ryton-on-Dunsmore, convirtiéndose las antiguas instalaciones de Warwickshire y las de North Kensington en centros administrativos y de servicios del Grupo Rootes.
Los dos primeros modelos fueron los atractivos Sunbeam-Talbot 10 (anteriormente Talbot Ten) y el 3 Litros. Eran Hillman-Talbot o Humber-Talbot con radiadores modificados y con la marca Sunbeam-Talbot fabricados para la Feria del Motor de octubre de 1938. El nuevo modelo de 3 Litros era una combinación del entonces corriente Hillman Hawk de 3 Litros (más tarde rebautizado como Humber Snipe), con una carrocería Hillman/Humber mejor acabada, y con sus distintivas ventanas laterales traseras.
El modelo Ten fue lanzado en agosto de 1938, siendo una versión mejorada del anterior Talbot Ten, a su vez una mejora del Hillman Aero-Minx. Los puristas describieron el nuevo coche como "un Hillman Minx con un traje de fiesta". Tenía un motor Minx de 1185 cc con válvulas laterales y culata de aleación, y un chasis basado en el utilizado en el Hillman Aero-Minx. El Ten estaba disponible con carrocerías de cuatro-puertas "saloon", tourer deportiva, y coupé descapotable.
El Sunbeam-Talbot 2 Litros fue introducido en 1939 y estaba basado en el Ten, aunque utilizaba el motor de 1944 cc con válvulas laterales del Hillman 14 (más adelante, Humber Hawk). Debido al inicio de la Segunda Guerra Mundial, estos modelos no fueron frecuentes. Estaban disponibles con la misma carrocería que el Ten. El Sunbeam-Talbot 3 Litros estaba disponible como "saloon", "saloon" deportivo, tourer deportivo y coupé descapotable. Otro modelo nuevo en 1939 fue el 4 Litros, un 3 Litros equipado con un motor de 4086 cc, válvulas laterales, seis cilindros y culata de aleación procedente del Humber Super Snipe. También era suministrado como limusina touring.
Estos modelos continuaron en catálogo hasta después de la guerra en 1948. Aun así, había escasez de materiales en aquella época y se decidió que tuviesen prioridad "los motores de [3 y 4 Litros] necesarios para los grandes Humber", de modo que la producción Sunbeam-Talbot estaba en realidad virtualmente o enteramente restringida después de 1945, al modelo Minx basado en el 10 y en el 2 Litros.
|  |  |  |

### Segunda Guerra Mundial
Durante la guerra, la fábrica de Barlby Road se dedicó a reparar motores de aviación y construyó camiones de la marca Karrier Bantam. Con toda la producción de Sunbeam-Talbot suspendida, aun así Rootes continuó construyendo el Hillman Minx y el Humber Super Snipe para uso militar. Cuando la actividad habitual se retomó en 1945, solo el 10 y el 2-Litros continuaron en producción. Los modelos de 3 y 4 Litros nunca volvieron a fabricarse. En la primavera del año siguiente, 1946, la producción fue trasladada desde Barlby Road Londres, a la nueva planta de Ryton inaugurada en 1940 para la producción de bombarderos y vehículos militares bajo el esquema de fábrica en la sombra del Gobierno del Reino Unido.

### Postguerra

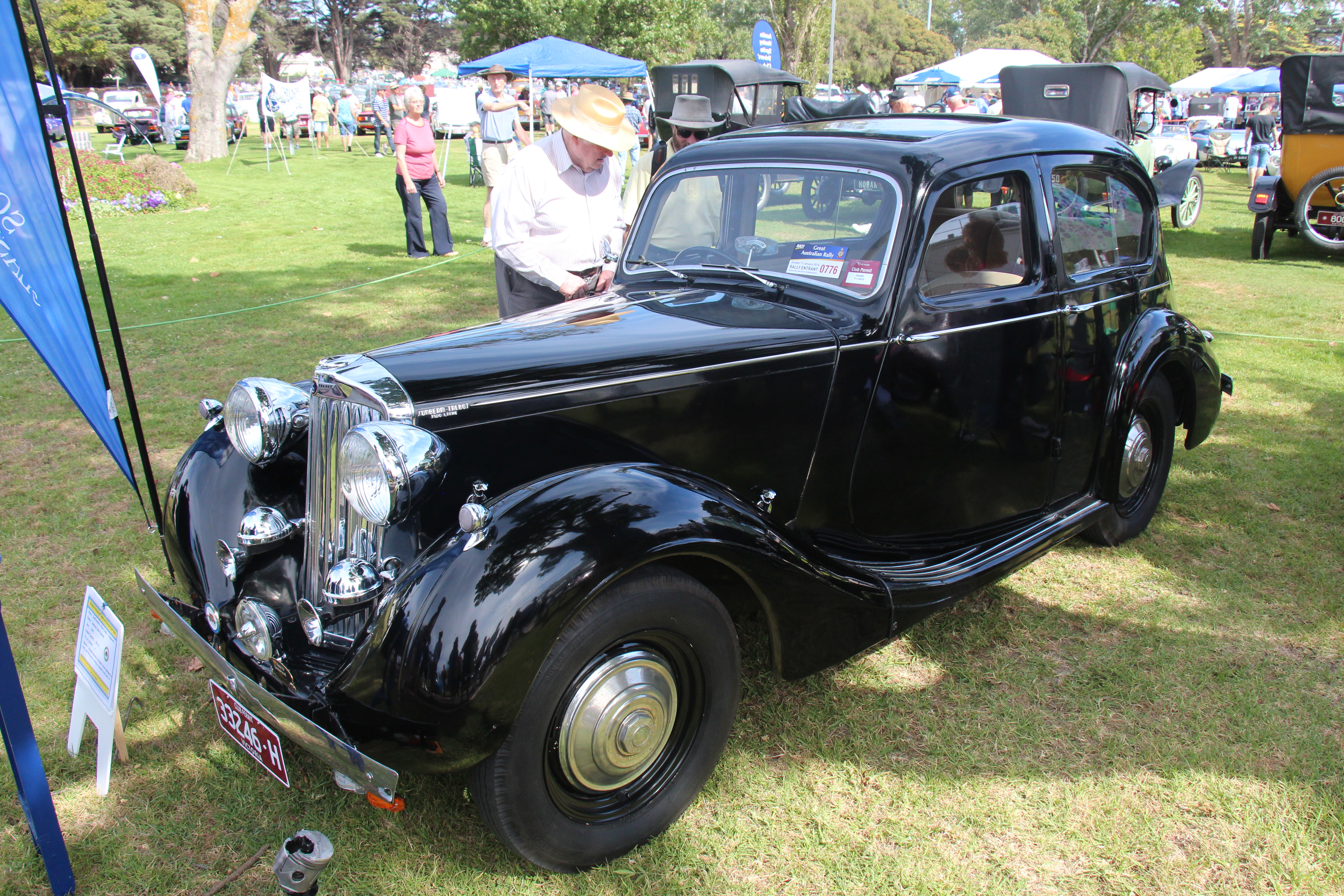
2-litros de 1947 con el motor del Hillman 14

Rootes reintrodujo relativamente rápido los Sunbeam-Talbot de 1944 cc y 1185 cc después de la guerra, aunque los coches entregados durante los dos primeros años mantuvieron el diseño de 1939, fácilmente identificable por sus faros delanteros sin integrar en la carrocería. La antigua factoría de Talbot en Londres se convirtió en un centro de servicios del Rootes Group (en 1987 el exterior del antiguo bloque de administración de Barlby Road en Londres, el W10, fue transformado en el escenario del programa de la Thames Television, titulado The Bill, filmado allí entre 1987 y 1990.)

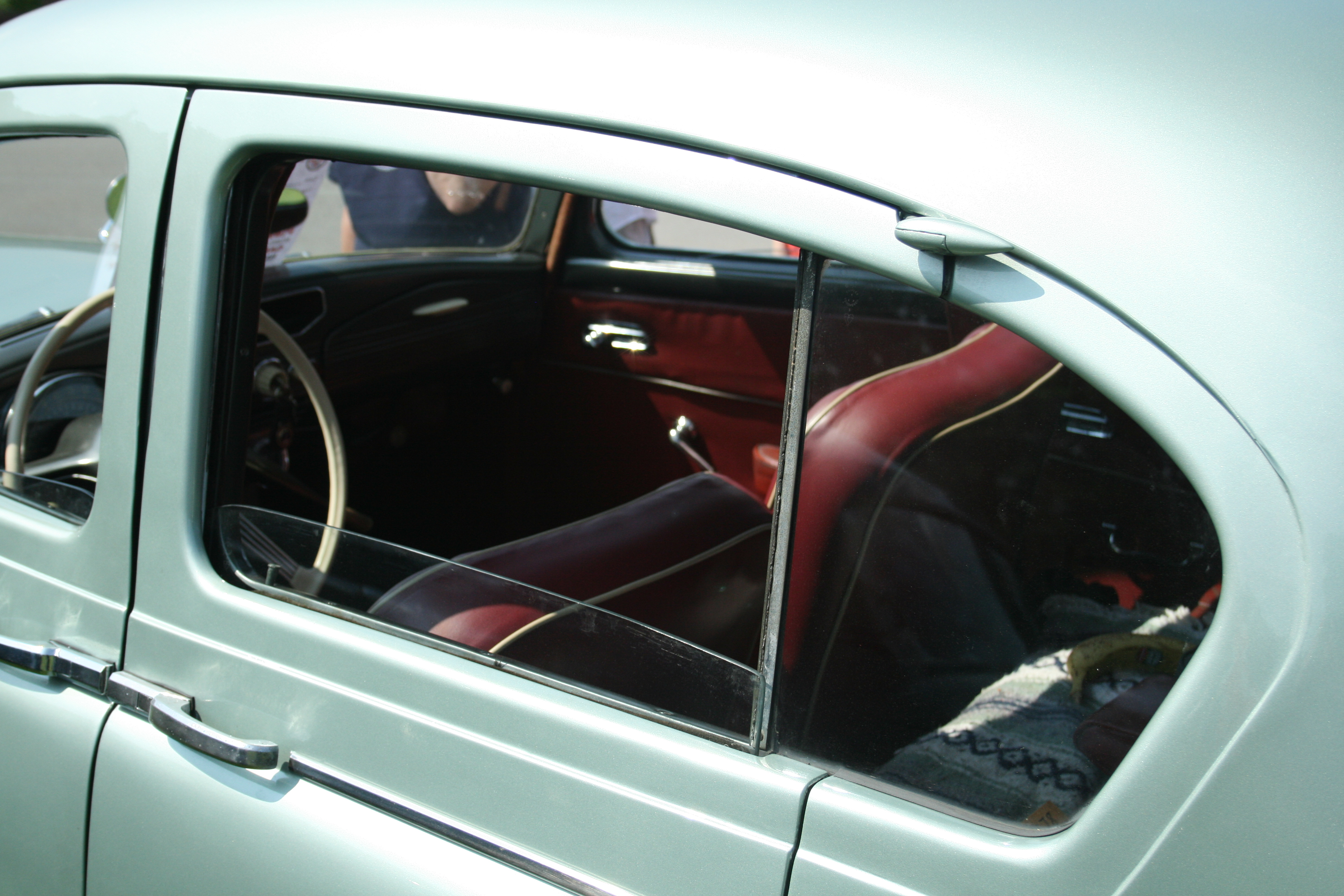
Sunbeam-Talbot, con su inconfundible ventanilla lateral trasera con un lado del marco a contrapendiente

Los nuevos modelos de Sunbeam-Talbot 80 y 90 fueron lanzados durante el verano de 1948, construyéndose en la recién inaugurada planta de Ryton. Ambos tuvieron el mismo nuevo diseño de líneas aerodinámicas, con un frontal con los faros integrados, recordando el aspecto de un avión de combate, una silueta quizás demasiado familiar para sus potenciales compradores. El diseñador, Ted White, reconoció que un Packard anterior a la guerra había sido su inspiración. El 80 recibió una versión con válvulas en cabeza del motor del veterano 10 y del Minx. El 90 montaba una versión modificada del motor del Humber Hawk OHV de 4-cilindros y 2 litros. Ambos estaban disponibles con carrocería "saloon" de fabricadas por la British Light Steel Pressings, o con carrocería coupé descapotable de Thrupp & Maberly. El Sunbeam-Talbot 80, con su austero motor del periodo de posguerra, se dejó de fabricar en 1950.
El 90 continuó en producción rebautizado como 90 MK II, con un chasis nuevo y suspensión delantera independiente. Los faros se levantaron tres pulgadas para satisfacer las normas estadounidenses, cubriéndose los antiguos huecos con unas pequeñas rejillas. El 90 MK II también tuvo un motor ampliado OHV de 2267 cc. El MK IIA llegó en 1952; su actualización principal fue la eliminación de las secciones de la carrocería que envolvían las ruedas traseras.
Modelos Sunbeam-Talbot
- 1938-1948 Sunbeam Talbot Ten
- 1938-1940 Sunbeam-Talbot Three Litre
- 1939-1948 Sunbeam-Talbot 2 Litre
- 1939-1940 Sunbeam-Talbot Four Litre
- 1948-1950 Sunbeam-Talbot 80
- 1948-1954 Sunbeam-Talbot 90 Mk I, II & IIA

|  |  |  |

## Sunbeam

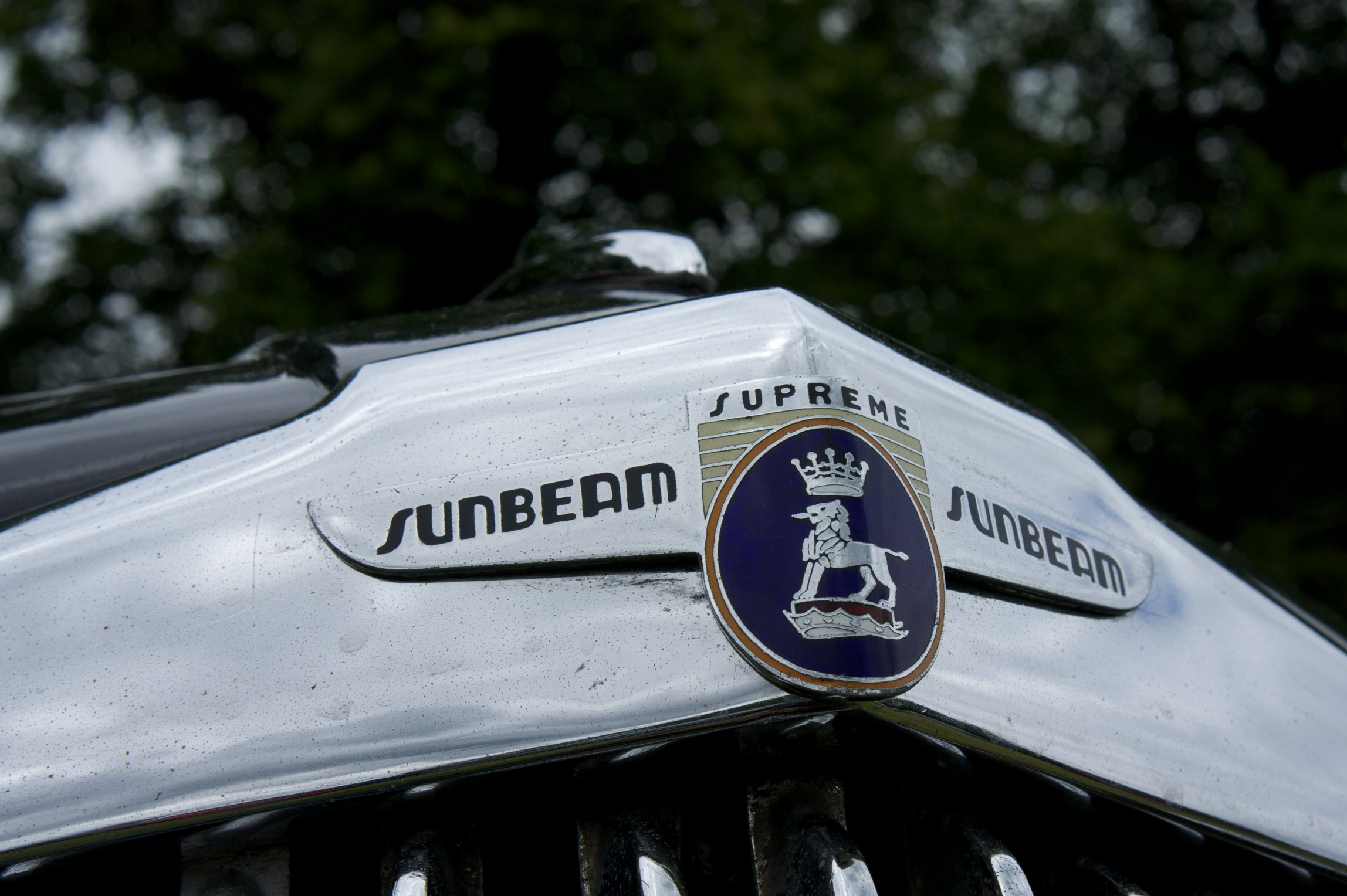
Radiador cromado con la marca Sunbeam y su emblema

### Sunbeam-Talbot. Imagen remodelada
Después de veinte años de confusión potencial con la antigua filial francesa, el nombre de Talbot se suprimió en 1954, y se adoptó solamente Sunbeam. Se diseñó una nueva imagen de los vehículos, con una parrilla frontal mucho más grande y tres tomas de aire justo por debajo de cada lado del capó. El motor ahora desarrollaba unos asombrosos 80 caballos, especialmente si se comparaban con los 64 del ciertamente modesto rendimiento obtenido en las primeras unidades del modelo 90. En el Rally Alpino de 1952, los tres Sumbean "Coupé des Alpes" lograron el Premio por Equipos; 1º, 2º y tercer puesto en la clase de 2 a 3 litros; y una copa especial por su excepcional rendimiento. Se había encontrado un nombre para un nuevo modelo: Alpine.
La producción de los primeros modelos lanzados en la posguerra finalizó en 1957.

### Alpine 2.25 Litros descubierto de dos plazas por Thrupp & Maberly

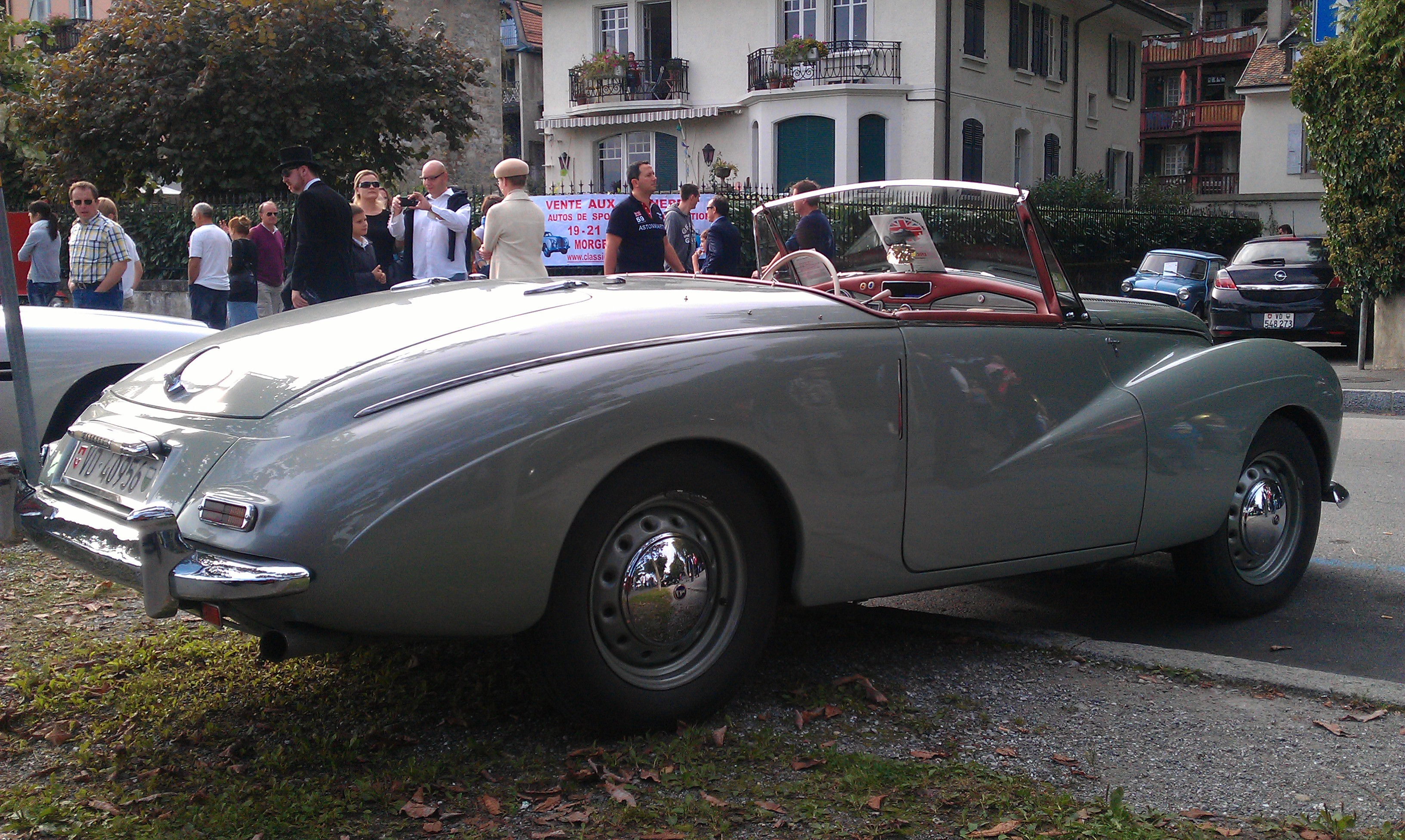
1954 Alpine en Morges, cantón de Vaud, Suiza. El coche muestra una placa de Vaud

El primer Alpine fue un deportivo de dos plazas con una carrocería especialmente fabricada por Thrupp & Maberly a partir del modelo coupé descapotable estándar de 2¼-litros y 4 asientos. Muy exitoso en los rallies en Europa —por entonces un deporte con muchos seguidores— estuvo en producción desde 1953 a 1955. El día anterior a su lanzamiento recibió el Trofeo Dewar del RAC por establecer nuevos registros de velocidad y resistencia en el autódromo de Jabbeke y en el circuito de Montlhéry.
En su primera competición, el nuevo Coupé des Alpes 1953, ganó la Coupe des Dames (Sheila Van Damm), y se adjudicó invicto cuatro Coupes des Alpes consecutivas, conducido por Stirling Moss, John Fitch, G Murray-Frame y Sheila Van Damm.
Bajo el Grupo Rootes, Sunbeam y Talbot continuaron compitiendo bajo el nombre unificado en algunas pruebas deportivas. Los Alpine demostraron ser muy eficaces en los rallies, con éxitos internacionales notables de Sheila Van Damm y de Stirling Moss. Los coches compitieron y ganaron en numerosos rallies internacionales, destacando su victoria en el Rally de Monte Carlo de 1955. Se dedicaron principalmente a los rallies de mayor eco popular que a otras competiciones.

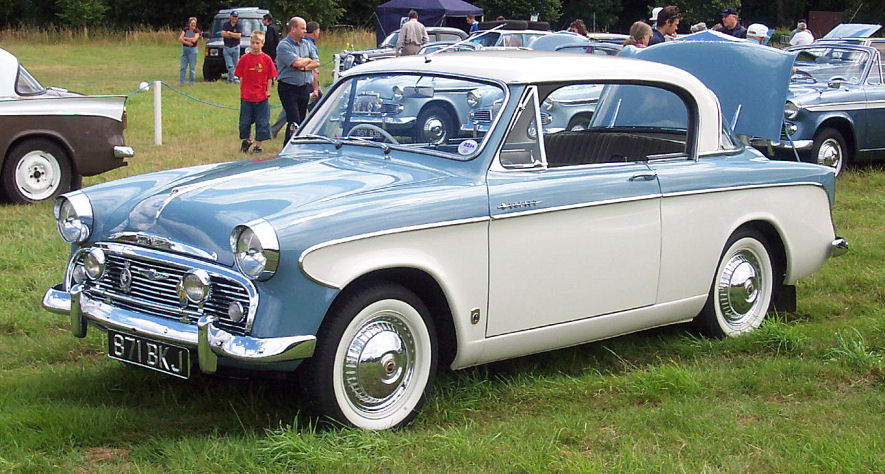
Sunbeam Rapier con el particular diseño de las ventanillas laterales traseras introducido por Sunbeam-Talbot, con el ángulo del marco invertido

### Sunbeam Rapier 1.5 Litros
El Sunbeam Rapier fue un diseño de Raymond Loewy, variante de dos puertas y techo duro del Hillman Minx disponible en octubre de 1955. Posteriormente vendido como convertible, mostraba la firma Sunbeam-Talbot junto a las ventanillas traseras en su primera versión de techo duro. 
En 1967 fue reemplazado por una estilizada versión con dos puertas del Hillman Hunter, que se mantuvo en producción hasta 1976.

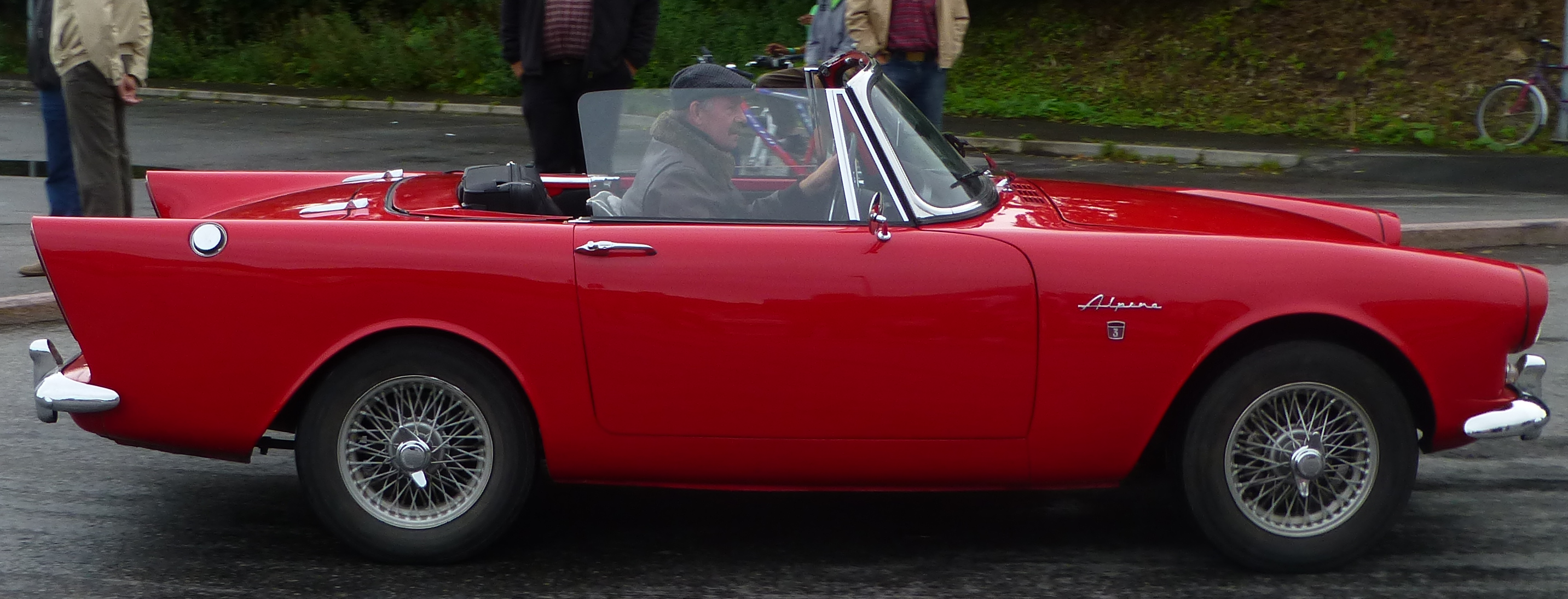
Sunbeam Alpine 1.5 Litros

### Sunbeam Alpine 1.5 Litros
Serie I. De 1959 a 1968 se comercializó un coche bastante diferente con el mismo nombre, con un motor de 1,5 litros y una prominente forma actualizada de transatlántico sobre un chasis Hillman Husky adaptado. Una versión con motor de 4¼ Litros (más tarde 4¾ Litros) Ford V8 se puso a la venta con el nombre de Tiger. Su aspecto externo era muy similar al del modelo base.

#### Hunter variante
Low spec Rapier. Bajo la propiedad de Chrysler, se continuó la vieja fórmula del Sunbeam-Talbot Ten y del Sunbeam Rapier, se diseñó una estilizada variante de dos puertas del Hillman Hunter para sustituir al Minx, vendido bajo el nombre de Alpine desde 1969 hasta 1975. Inusualmente, este Sunbeam era una versión abaratada y simplificada del modelo principal, el Sunbeam Rapier.

### Sunbeam Tiger 4.75 Litros
El sorprendente Sunbeam Tiger, era un Sunbeam Alpine con un potente motor Ford V8 de 4¼ litros (más tarde 4¾ litros).